# Marenne
Pour l’article ayant un titre homophone, voir Maren.
Marenne (en wallon Marene) est une section de la commune belge de Hotton située en Région wallonne dans la province de Luxembourg.
C'était une commune à part entière avant la fusion des communes de 1977.

## Géographie
Le petit village de Marenne se situe aux portes de l'Ardenne sur la bande calcaire de la Calestienne.
Marenne se trouve sur la crête d’une colline au sud-ouest de Hotton, 
Le village est traversé par une seule rue principale, la rue du Centre, qui a structuré l’habitat, développé des deux côtés de la chaussée, et son église de tradition classique qui est hors alignement, emplacement peu habituel dans la région.
Deux ruisseaux traversent le village, le Wassay et le Woizin.

## Évolution démographique
- Source: DGS, 1831 à 1970=recensements population, 1976= habitants au 31 décembre

## Histoire
Commune du département de Sambre-et-Meuse, elle fut transférée à la province de Luxembourg après 1839.
En 1823, elle fusionne avec Bourdon. Sous le régime français, Marenne avait déjà fusionné avec Verdenne.

## Patrimoine et culture

### Patrimoine architectural
L’habitat, mitoyen, s’aligne en parallèle à la rue et souvent en retrait. À l’exception d’une grosse ferme en long du début du XVIIIe siècle  au pied de l’église, il se compose principalement de bâtisses du XIXe siècle, et de l’une ou l’autre construction plus récente.
Le patrimoine y est rural et ce sont surtout des fermettes en long qui en constituent la trame, bien qu’un grand nombre de granges et d’anciens bâtiments publics complètent cet inventaire. Le colombage, jadis fort présent, ne subsiste plus que dans quelques murs souvent remaniés. Pour le reste, calcaire et brique constituent l’essentiel des maçonneries. Les toitures en bâtière sont couvertes d’asbeste-ciment ou de tuile, parfois encore d’ardoise.
Les anciens bâtiments officiels, écoles et maison communale, se sont érigés au pied de la colline vers le sud-ouest.

L'église paroissiale Saint-Éloi est un édifice néo-roman daté de 1908.

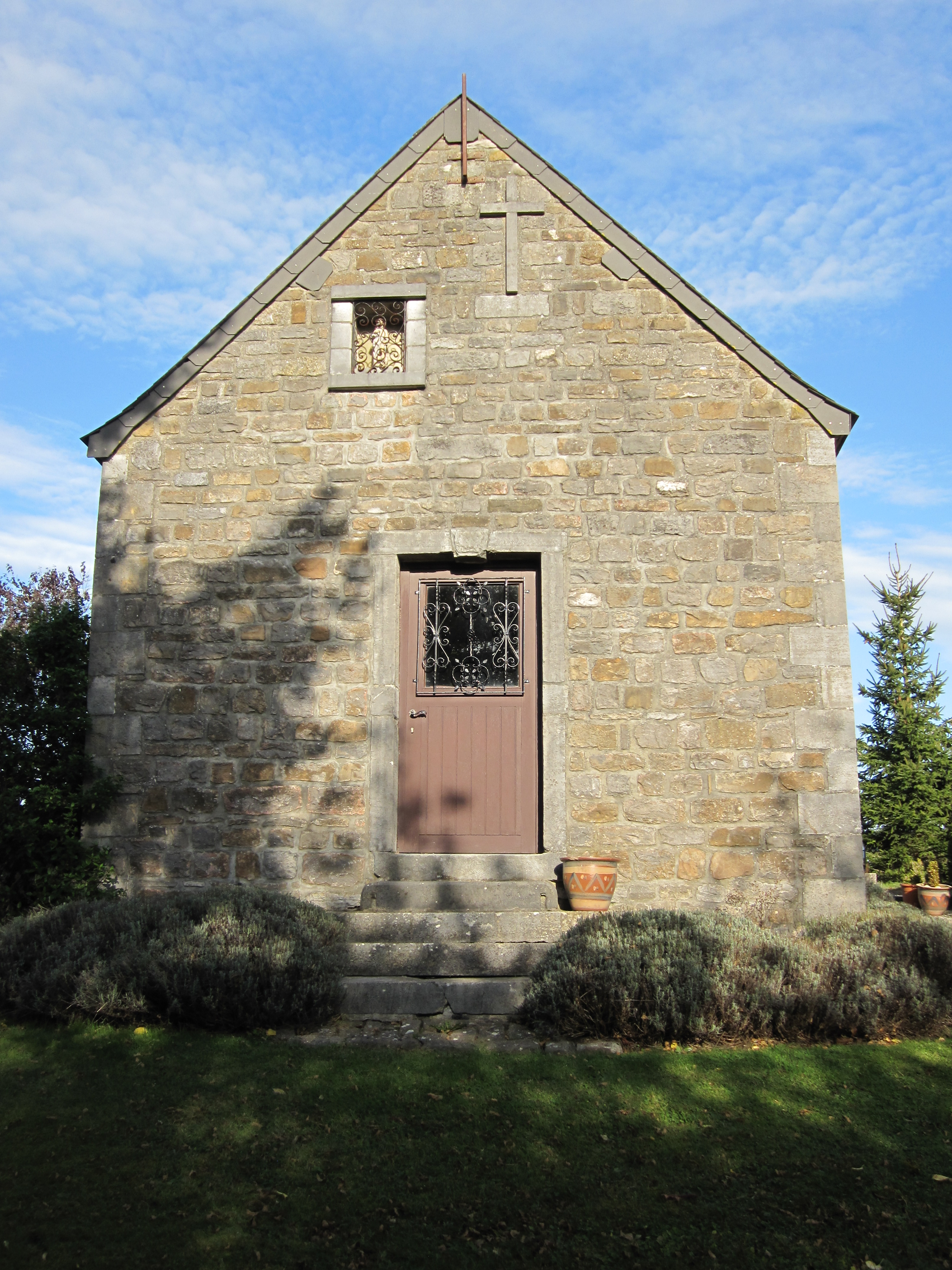
La chapelle Notre-Dame.

La salle paroissiale « La Souche », également appelée « patronage Saint-Joseph », a été construite en 1906 pour y dire la messe, en attendant la construction de l'église en 1908. Cette salle des fêtes servit aussi de théâtre. Entre les deux guerres, on y interpréta notamment « Nos héroïques aïeux sous la Révolution française », pièce écrite par l'abbé Dernivoy, qui raconte l'histoire de l'abbé Saint-Viteux. Ce prêtre, réfractaire aux envahisseurs français, était obligé de se cacher et de célébrer les messes, à partir de 1797, dans les bois, conférait les sacrements chez Monsieur Rock à Menil-Favay ou au château-ferme de Bourdon. Jusqu'en 1802, les messes ont été dites tantôt dans une cave, tantôt dans une grange.
Une chapelle dédiée à Notre-Dame, datée du XIXe siècle, fut érigée en brique sur un soubassement de pierre, et composée d'une courte nef et d'un chœur plus étroit. Sa façade en moellons de grès est ouverte par une porte à linteau droit et clé. À l'intérieur, le chœur est voûté par des nervures rehaussées de clés pendantes et de culots. Cette chapelle, visible de la route derrière le no 2 de la rue du Centre, a été récemment[Quand ?] rejointoyée.